# Durban City Football Club (1959-1988)
Il Durban City Football Club, meglio noto come Durban City, è stata una società calcistica sudafricana, con sede a Durban (provincia di Natal).

## Storia
Il Durban City venne fondato il 5 maggio 1959 da Norman Elliot come club esclusivamente per bianchi. Negli anni seguenti però il club, nonostante l'apartheid, si aprì alle altre etnie, divenendo particolarmente popolare tra la popolazione di origine indiana, che costituivano tre quarti della tifoseria presente allo stadio del City, il Kingsmead.
La squadra si impose immediatamente nella NFL, vincendo all'esordio l'edizione 1959. La squadra si impone come una delle più vincenti del panorama sudafricano, vincendo altri tre campionati NFL, 3 coppe NFL e tre Champion of Champions.
Chiusa la NFL, il Durban City passò nel 1978 nella FPL, che si aggiudicò. Nello stesso anno vinse la Coca Cola Shields. Nel 1979 passa nella NPSL, vincendone due edizioni. Tra le sue file il Durban City poté schierare tra gli altri giocatori del calibro degli africani Bruce Grobbelaar e Neil Tovey, degli inglesi Ray Crawford, Johnny Haynes e Johnny Byrne, dei nordirlandesi Robbie Braithwaite e Danny Blanchflower, il romeno Vasile Gergely ed il tedesco Bernd Patzke. La squadra riuscì a vincere tutte e tre le leghe professionistiche a cui partecipò, la NFL, la FPL e la NPSL.
Nel 1988 venne ceduto ad un gruppo di imprenditori di Durban ma fallì pochi mesi dopo il passaggio di proprietà.

## Allenatori
- 1975-1976  Colin Addison
- 1981-1983  Clive Barker

## Palmarès
- National Football League: 4

1959, 1961, 1970, 1971
- National Football League Cup: 4

1960, 1962, 1964, 1968
- Federation Professorial League: 1

1978
- National Professional Soccer League: 2

1982, 1983